# 業廣地產有限公司

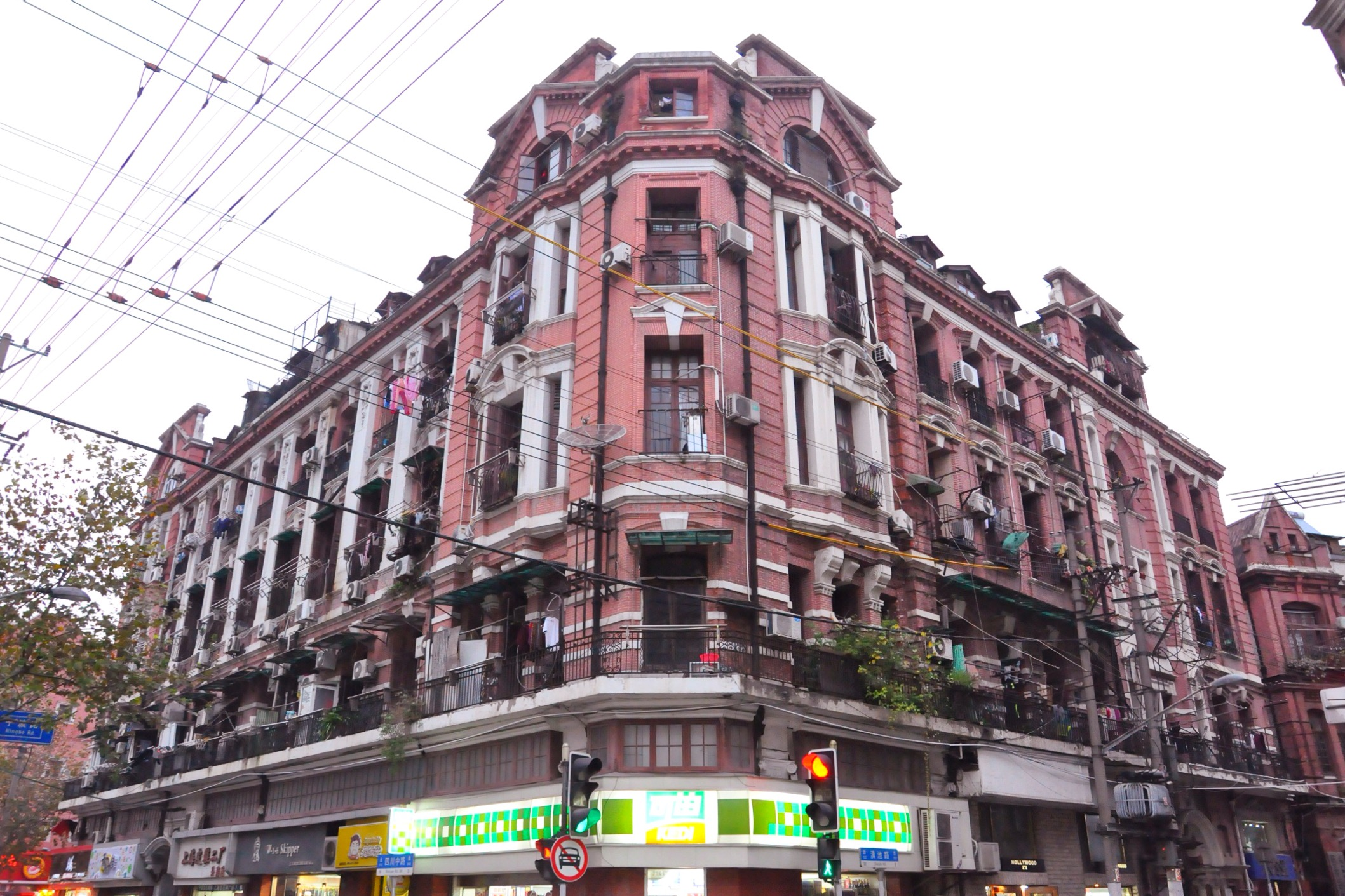
業廣地產有限公司大樓

業廣地產有限公司（Shanghai Land Investment Co., Ltd.）是上海最初成立的一家不動產股份公司，註冊地在香港。業廣地產有限公司由仁記、元芳、兆豐、公平四家洋行在1888年發起成立。其主要業務是修建物業並對外出租以收取租金，並帶動物業附近地區的發展。1937年，業廣地產有限公司的資本額達1670萬元。
業廣地產有限公司的總部大樓位於滇池路，是上海市優秀歷史建築。